# Деца госпође Џо (роман)
Деца годпође Џо (пун наслов Деца госпође Џо, и како су испали: наставак „Дечака“) (енгл. Jo's Boys, and How They Turned Out: A Sequel to "Little Men") је роман америчке ауторке Луизе Меј Алкот, први пут објављен 1886. године. Роман је завршна књига у незваничном серијалу  Мале жене. У њему су Џоенина деца, која су сада одрасла, ухваћена у стварним светским невољама.
Серијал је започет књигом Девојчице, а након те њњиге Лујза Меј Алкот је написала Дечаке.
Лујза Алкот је била једна од четири ћерке учитеља Бронсона Алкота који је проповедао о школи, образовању и васпитању без батина, механичког памћења, кроз забаву и игру. Лујза Алкот је у својим књигама описала дом и детињство сестара Алкот које су у романима добиле нова имена.

## Радња
Књига углавном прати животе дечака Пламфилда који су представљени у Дечацима, посебно Томија, Емила, Деми, Нета, Дена и професора Бера и Џоевих синова Роба и Тедија, мада се и остали често појављују, као и Џози и Бес, две рођаке Деми и Дејзи. Књига се дешава десет година након Дечака. Доли и Џон постају студенти који се баве искушењима снобизма, ароганције, самозадовољства и сујете. Томи постаје студент медицине како би импресионирао душицу из детињства Нан, али након што је покушао да јој приклони "случајним" заљубљивањем и запрошењем Доре, открије да је срећнији са њом и одустаје од лекова да би се придружио породичном послу. Роб и Тед упадају у огреботину са Дановим псом што их на крају приближава.
Делови Деце госпође Џо прате путовања бивших ученика који имају дубоке емотивне везе са Пламфиелдом и Беровима. Нећак професора Бхера, Емил, постао је морнар, охрабрен господином Бером, и вредно ради пре него што је унапређен и полети на свом првом путовању као други колега, и добија прилику да покаже своју праву снагу када је у бродолому, а капетан постане лоше повређен, док охрабрује и помаже морнаре и болесног капетана док не пронађу уточиште на броду који пролази. Ден, након што је лутао као пастир оваца у Аустралији и слично, и још увек има Тедијево дивљење, своју срећу тражи на Западу, али када Ден заврши чинећи један грех, он и Џо су се увек плашили да хоће, иако је то било у одбрану и себе и млађег дечака Блера, када убије човека који вара Блера у коцкању, Ден је тешким радом осуђен на годину дана затвора и одупире се бекству из затвора и истрајава. Џози на крају открива свог глумца-јунака и на крају осваја њену подршку и сама постаје сјајна глумица, док Бес остаје „Принцеза“ све време, показујући нездраву страст у уметности, али охрабрена од оца, оставља глину чешће за сунце. Нет започиње музичку каријеру у Европи која га удаљава од Дејзи, да би наишао на неозбиљну гомилу и ненамерно повео младу жену за коју се потом није оженио, али исправља ствари када за длаку избегне дугове и живи на прави пут за остатак свог времена тамо.
Госпођа и господин Бер су своје штићенике испратили у нови живот и авантуре. Сви они су пролазили кроз разне тешкоће и искушења, али су се враћали на прави пут захваљујући љубави и разумевању професора и маме Бер. Неки од штићеника су успели мање, неки више, али најбитније од свега је да су пажња и подршка породица Лоренс, Брук и Бер од њих створили добре и пажљиве људе, који су се увек са захвалношћу враћали у "Гнездо".

## Објављивање романа
Лујиза Меј Алкот написала је роман док је живела у кући Thoreau-Alcott у улици Main Street у Concord у држави Масачусетс. Купила је дом за своју сестру Anna Alcott Pratt 1877. године, мада се уселила 1880-их. 

## Адаптација
Нан постаје фокус јапанске анимиране телевизијске серије Мале жене II: Џоенини дечаци (Wakakusa Monogatari Nan to Jou Sensei). Дечаци (филм из 1940) лабаво је заснован на Деци госпође Џо.